# 共产党人党
共产党人党（西班牙语：Partido de los Comunistas）是墨西哥的一个共产主义政党。该党成立于2003年，由墨西哥共产党人党和社会主义革命党合并而成。该党的意识形态是共产主义、马克思列宁主义，政治立场是左翼，总书记是Fernando Acosta，青年翼是墨西哥共产主义青年。